# Geraldo Lindgren
Geraldo Guimarães Lindgren foi um militar e político brasileiro. 
Nas eleições estaduais no Rio Grande do Sul em 1958 foi eleito senador suplente pelo Rio Grande do Sul pelo Partido Trabalhista Brasileiro (PTB), na chapa de Guido Mondin.